# Chotilsko
Chotilsko település Csehországban, a Příbrami járásban. Chotilsko Křečovice, Borotice, Nalžovice, Radíč, Korkyně, Nový Knín, Čím és Neveklov településekkel határos. Lakosainak száma 608 fő (2024. január 1.).

## Népesség
A település lakosságának változását az alábbi diagram mutatja:
| Lakosok száma | 912  | 984  | 848  | 627  | 444  | 366  | 493  | 499  | 567  | 608  |
|               | 1869 | 1890 | 1921 | 1950 | 1980 | 2001 | 2017 | 2019 | 2022 | 2024 |